# Rivesville
Rivesville est une ville américaine située dans le comté de Marion en Virginie-Occidentale.
Fondée en 1837, la ville devient une municipalité en 1875. Elle est nommée en l'honneur de William Cabell Rives.

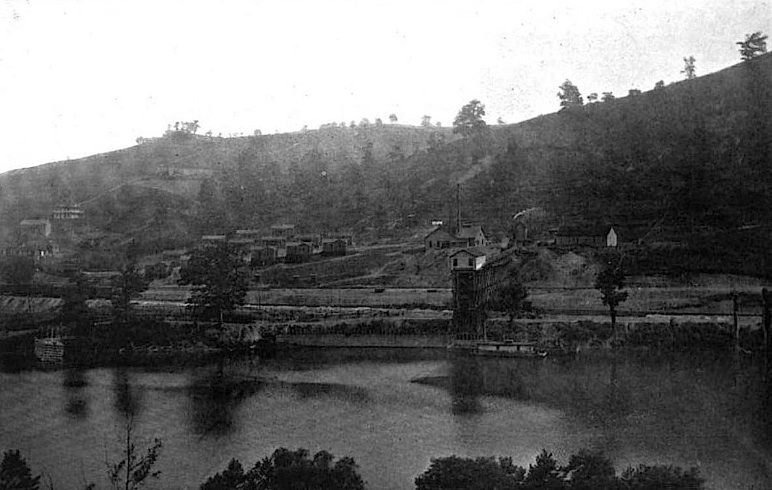
La mine Parker Run Coal & Coke Co. à Rivesville, vers 1913

Selon le recensement de 2010, Rivesville compte 934 habitants. La municipalité s'étend sur 0,59 milles carrés (1,53 km2), dont 0,52 milles carrés (1,35 km2) de terres.